# بچه‌بازی در افغانستان

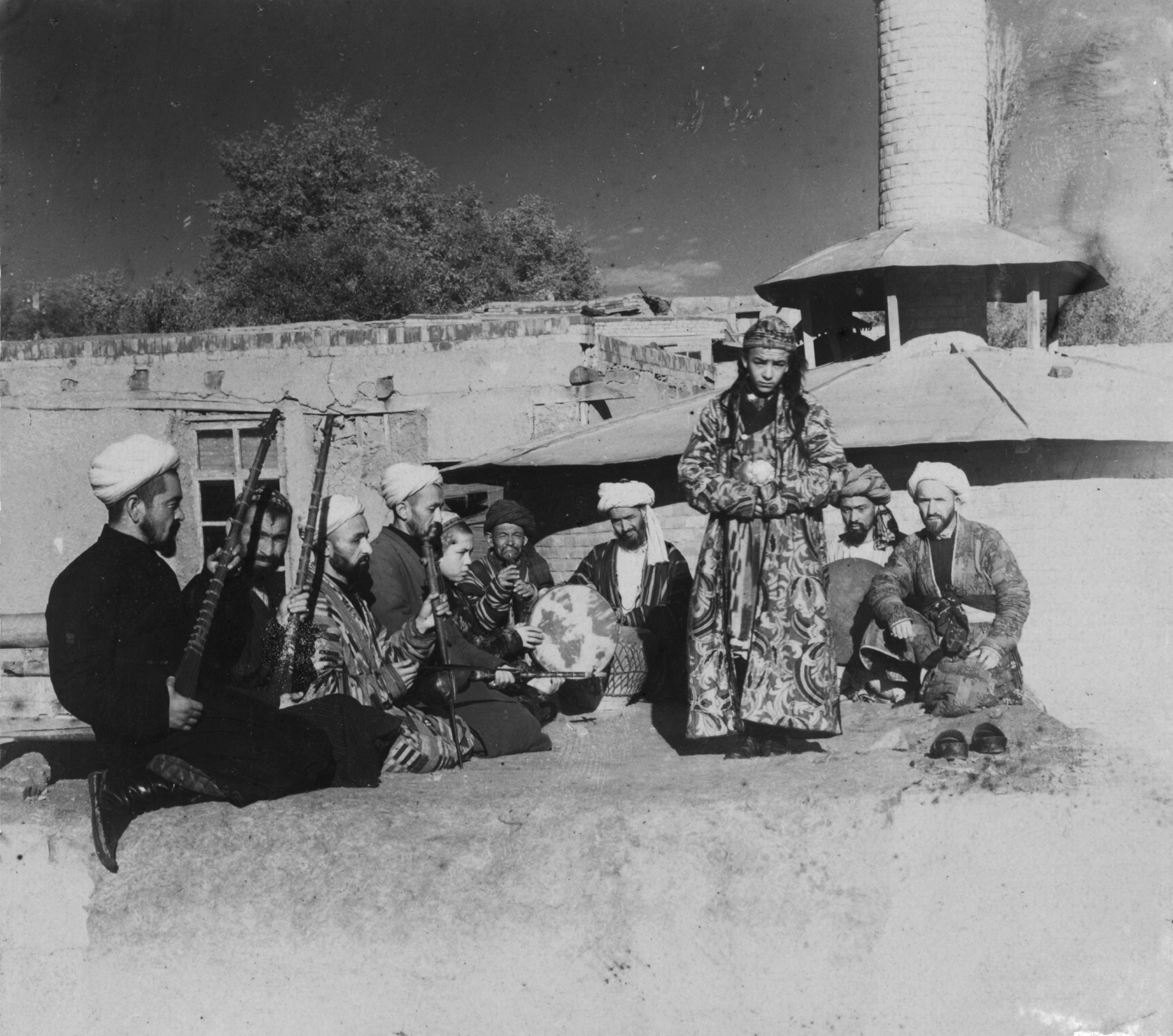
پسر رقصنده (زمان تقریبی عکس از ۱۹۰۵ تا ۱۹۱۵) در ازبکستان کنونی

بچه‌بازی واژه‌ای است در گفتار عامیانه مردم افغان به معنای هر گونه سوء استفاده جنسی از کودکان به قصد کسب درآمد. بچه‌بازی می‌تواند شامل مواردی چون پورنوگرافی کودکان، بردگی جنسی و تن‌فروشی کودکان که در آن کودکان خردسال یا پسران نوجوان به مردان با نفوذ یا ثروتمند برای ایجاد سرگرمی و کارهای جنسی فروخته می‌شوند. برخی از این مردان، چندین بچه نگه می‌دارند و از آن‌ها برای نشان دادن ثروت خود بهره می‌برند. این پسربچه‌ها که تا دوازده سال نیز سن دارند، یا یتیم هستند یا مربوط به خانواده‌های بسیار فقیر. این کار از زمان‌های دور در کشور افغانستان انجام می‌شده‌است و اکنون نیز انجام آن در بسیاری از بخش‌های این کشور رواج بسیار کم دارد. اجبار و تهدید اجزای جداناشدنی از این گونه سوء استفاده‌ها به حساب می‌آیند. مسئولان امنیتی از پیش‌گیری و خاتمه دادن به بچه‌بازی و کارهای مرتبط با آن در این کشور اظهار ناتوانی می‌کنند؛ چرا که بیش‌تر مردانی که در این فعالیت دخالت دارند، افراد با قدرت و جنگ‌سالاران مسلح هستند.
در دوران طالبان (۱۹۹۴ تا ۲۰۰۱)، بچه‌بازی ظاهراً مجازات مرگ در پی داشت. فیلم مستندی توسط نجیب‌الله قریشی در رابطه با پسران رقصنده ساخته و در مجمع سلطنتی هنرهای انگلستان به تاریخ ۲۹ مارس ۲۰۱۰ نمایش داده شد. این مستند همچنین در سری برنامه‌های فرانت‌لاین به تاریخ ۲۰ آوریل ۲۰۱۰ در کشور آمریکا به نمایش درآمد." رقصیدن پسربچه‌ها هم در قوانین رسمی افغانستان و هم شریعت اسلام جرم محسوب می‌شود. اما این قوانین به ندرت در رابطه با مردان قدرت اجرا می‌شود و پلیس همواره در این رابطه کوتاه آمده‌است.

## تاریخچه
بچه‌بازی در واقع گونه‌ای از شاهدبازی مرسوم در تاریخ آسیای مرکزی به حساب می‌آید. انجام این کار در شهرهای بزرگ پس از جنگ جهانی اول رو به کاهش نهاد. به گفتهٔ آنتونی شی، تاریخ‌نگار رقص،: «از جمله سبب‌های این کاهش می‌تواند به نوعی پرهیزگاری ویکتوریایی و عدم پذیرش قدرت‌های آن زمان یعنی روسیه، بریتانیا و فرانسه، و قدرت‌های بعدی که نظام ارزشی غربی را جذب کرده بودند، اشاره نمود.»
شماری از گردشگران غربی که از آسیای مرکزی دیدن کرده‌اند در رابطه با بچه‌بازی گزارش‌هایی نوشته‌اند. اونجن شایلر که در سفری به ترکستان از ۱۸۷۲ تا ۱۸۷۳ داشته، می‌نویسد: «در اینجا پسران و جوانان که برای رقص آموزش دیده‌اند، به جای دختران نقش رقصنده را عهده دارند. وضعیت اخلاقی آسیای مرکزی پس از تغییرات عمده، بهتر نشده است». به عقیدهٔ او این رقص‌ها «به هیچ روی شرم‌آور به نظر نمی‌آمدند اما اغلب شامل صحنه‌های شهوت‌برانگیز بودند.» در آن زمان گویا مقامات رسمی از این آیین پشتیبانی می‌کرده‌اند. شایلر همچنین می‌نویسد:
 «این پسران رقصنده» در سراسر مناطق مسکونی آسیای مرکزی شناخته شده هستند، اما بیشتر در بخارا و نزدیکی‌های سمرقند مشاهده می‌شوند. در خانات خوقند رقصیدن در جمع برای چندین سال پیاپی ممنوع بوده‌است. خان پیشین که فردی شهوت‌ران بوده برای تظاهر به رعایت اخلاق و سخت‌گیری، چنین دستوری داده است ... در تاشکند بچه‌بازی تا سال ۱۸۷۲ ادامه داشته‌است. اما شیوع بیماری وبا باعث شد ملاها اظهار کنند که رقصیدن، کاری خلاف دستورات قرآن است و به درخواست رهبران جامعهٔ اولیه، در تابستان آن سال مسئولان روسی رقصیدن در جمع را ممنوع کردند.

به نوشتهٔ شایلر این ممنوعیت هرگز بیش از یک سال دوام نیافت؛ بنابراین سارت‌ها دوباره مشتاق به انجام رقص بازِم شدند. او احترام و توجهی که این گونه رقص‌ها از طرف مردم دریافت می‌کردند را این گونه توصیف می‌کند:
این بچه‌ها به عنوان بزرگ‌ترین خوانندگان و هنرمندان مورد تشویق و تحسین قرار می‌گیرند. هر حرکتی که انجام می‌دهند با کف و سوت جمع روبرو می‌شود و من تاکنون چنین تشویقی از سوی جمع در مورد یک کار هیجان‌انگیز و نفس‌گیر ندیده‌ام. جمعیت درحالی که با کف زدن گذر زمان روی صحنه را نمایش می‌دهد، گویی می‌خواهد با چشمانش این کودکان را ببلعد. اگر یکی از این بچه‌ها برای دادن یک کاسه چای به یکی از مردان خم شود، آن مرد از جا بلند شده و با اطاعت ژرفی آن را دریافت کرده و کاسهٔ خالی را به همین صورت برمی‌گرداند و آن بچه را با الفاظی چون تکسیر به معنای 'اعلی‌حضرت' یا کولوک به معنای 'من بردهٔ شما هستم' مورد خطاب قرار می‌دهد. حتی هنگامی که یکی از این بچه‌ها در حال عبور از بازار باشد، همهٔ آن‌ها که او را می‌شناسند، از جا برخاسته و دست بر سینه به وی سلام می‌گویند و می‌گویند: کولوک! و اگر آن بچه در یکی از دکان‌ها برای کاری بایستد، این برای صاحب آن مغازه افتخار بزرگی است.
وی همچنین گزارش می‌دهد که چنانچه یکی از این بچه‌ها آن قدر پیر شود که نتواند به کار رقص بپردازد، شروع به آموزش بچه‌های دیگر برای رقص می‌نماید تا او بتواند در این حرفه باقی بماند.
کنت کنستانتین کنستانتینوویچ پالن در سفری که بدین ناحیه به سال ۱۹۰۸ و ۱۹۰۹ داشته این گونه رقص‌ها رو توصیف می‌کند و عکس‌هایی نیز از رقصنده‌ها برمی‌دارد:
قالیچه‌ها و کوسن‌هایی برای استراحت در آنجا قرار داده شد که ما بر روی آن‌ها نشستیم. فرش‌های نفیسی در اطراف کورت پهن شد و بومیان آنجا آغاز به کشیدن قلیان نمودند. آن‌ها به ما نیز مودبانه قلیان تعارف کردند و سپس کیوان‌بچه‌های مشهور وارد شدند. در پشت صحنه یک گروه همنوازی که شامل ۲ فلوت‌زن و طبل‌نواز و نیز یک دوجین ترومپت‌نواز که لباس‌هایی شبیه مردان بزرگ‌سال بر تن داشتند، کار خود را آغاز کردند. روبروی ما دری نیمه‌باز وجود داشت که به ربع حرم راه داشت. ما می‌توانستیم چشمان زندانیان حرم را که می‌خواستند ما و مراسم را از روزنه در دید بزنند، ببینیم.
همنوازی با یک آهنگ کنجکاوانه سوزناک آغاز شد، ضرب‌اهنگ با مخلوط شدن صدای درام تبل هیجانی‌تر شد و ۴ بچه روی فرش موضع گرفتند.

آن‌ها پسران جوانی بودند که برای اجرای رقص‌های ویژه‌ای آموزش دیده بودند. آن‌ها با پای برهنه، لباسی بلند شبیه لباس زنانه، با دامن‌های کم‌رنگی که تا زیر زانوانشان می‌رسید، شلوارهای تنگی که خیلی سفت به کمرشان بسته شده بود و النگو و گردنبندهایی که به هنگام حرکت دادن دست و گردنشان به صدا درمی‌آمد به اجرای نمایش می‌پرداختند. موهای آن‌ها بلند بود به‌طوری‌که گاهی تا پایین شانه‌هایشان می‌رسید. اما صورت‌شان همواره اصلاح شده بود. ناخن‌های دست و پایشان قرمزرنگ بود و ابروان سیاه‌شان در بالای بینی به هم می‌رسید. این رقص‌ها شامل حرکاتی احساسی می‌شد که با لرزاندن دست و تکان دادن بالاتنه به گونه‌ای که این حس به خوبی به بیننده القا می‌شد، انجام می‌گرفت. هر لحظه به‌شمار رقصنده‌ها افزوده می‌شد و اندازهٔ سیرک نیز بزرگ‌تر. آهنگ نیز گیراتر و گیراتر می‌شد در حالی که چشمان بینندگان محلی از شوق شروع به برق زدن می‌کرد. پسربچه‌ها همراه با تندتر شدن آهنگ و ریتم تبل‌ها شعری را به صورت هماهنگ و موزون می‌خواندند. مترجم توضیح می‌داد که متن ترانه مربوط است به عشق زمینی به زیبایی زنان. رقص به نرمی هرچه تمام‌تر ادامه یافت تا جایی که کودکان روی زمین دراز کشیدند؛ گویی سحر عشق آنان را مسحور کرده بود. دیگران آنان را همراهی می‌کردند اما تم همیشه یکی بود.
در سال ۱۹۰۹ دو پسربچه در نمایشگاه دانشی، صنعتی و کشاورزی آسیای مرکزی اقدام به نمایش رقص در تاشکند نمودند. چندین پژوهش‌گر محلی با اشاره به علاقهٔ دائمی و شادمانی جمعی از این اجراها، آغاز به ضبط و ثبت متن ترانه‌های خوانده شده توسط آن دو پسر یعنی حاجی‌بچهٔ ۱۶ ساله و سیدبچهٔ ۱۰ ساله نمودند. آن دو پسر اهل شهر مرغیلان بودند. این آهنگ آن دو باعث شهرت‌شان در میان «سارت‌زبانان» (یکی از شاخه‌های ازبکی) و روس‌زبانان شد.
در زمان فرمان‌روایی طالبان بچه‌بازی در اصل هم‌جنس‌بازی به حساب می‌آمد و به همین روی ممنوع بود. مخالفت طالبان با بچه‌بازی به این خاطر بود که آن را با احکام اسلام مغایر می‌دانستند و از همین روی پس از ۱۹۹۶ که روی کار آمدند، آن را ممنوع اعلام کردند. در دورهٔ طالبان رابطهٔ جنسی با نوجوانان هم‌جنس، لواط به حساب می‌آمد و مجازات آن اعدام بود.
بر پایهٔ پژوهشی که به سال ۲۰۱۱ در پاکستان توسط اینگبورگ بالاداف از ۴ پسربچه به عمل آمد، شباهت‌ها و تفاوت‌هایی بین نحوه انجام بچه‌بازی در پاکستان با ازبکستان و پشتوهای افغانستان در سال ۱۹۷۰ مشاهده شد.

## پوشش رسانه‌ها
نجیب‌الله قریشی روزنامه‌نگار اهل افغانستان فیلم مستندی زیر عنوان پسران رقصندهٔ افغانستان با محوریت بچه‌بازی ساخت که در انگلستان به تاریخ مارس ۲۰۱۰ به نمایش درآمد. و در همان ماه در کشور ایالات متحدهٔ آمریکا نیز به نمایش درآمد. به عقیدهٔ نیکولاس گراهام از مجلهٔ هافینگتن پست این مستند «در آن واحد هم متحیرکننده بود و هم ترسناک.» این فیلم در سال ۲۰۱۱ جایزهٔ مستند امنستی اینترنشنال را از آن خود کرد. همچنین در شبکهٔ ۴ انگلیس نیز به نمایش درآمد.
آیین بچه‌بازی توسط جمعیت انقلابی زنان افغانستان پوشش رسانه‌ای داده شد. بچه‌بازی، وزارت دفاع ایالات متحدهٔ آمریکا را بر آن داشت تا آناماریا کاردینالی جامعه‌شناس را به منظور بررسی دانشی این مشکل استخدام کند؛ چراکه سربازان نیروهای بین‌المللی کمک به امنیت بچه‌هایی را می‌دیدند که دست در دست مردان مسن در حال آمد و شد هستند. سربازان انگلیسی متوجه شدند که پسران جوان افغان دوست دارند آنان را «لمس کرده و در آغوش گیرند». این سربازان دلیل این کار را متوجه نمی‌شدند.
در دسامبر ۲۰۱۰ مقاله‌ای در ویکی‌لیکس انتشار یافت که فاش کرد یکی از پیمان‌کاران خارجی از داین‌کورپ پول خود را در شمال افغانستان صرف بچه‌بازی کرده بود. وزیر کشور افغانستان محمد حنیف اتمر درخواست کرد نظامیان آمریکایی کنترل مراکز آموزشی داین‌کورپ رو در اختیار بگیرند. اما سفارت ایالات متحده آمریکا در کابل اظهار داشت که انجام این کار «به صورت قانونی در پیمان‌نامهٔ داین‌کورپ نیامده است.»
در مارس ۲۰۱۱ مجموعه مستندهای داکیومنتوری شبکهٔ بی‌بی‌سی توجهات را به افزایش شمار پسربچه‌های رقصنده جلب کرد و اینکه این مسئله تا چه میزان با تصویری که دنیا از افغانستان پس از طالبان دارد، مغایر است.
در دسامبر ۲۰۱۲ مرد جوانی که با یک فرماندهٔ مرزبانی «روابط نامناسب» برقرار کرده بود، ۸ مرزبان را به قتل رساند. وی یک خوراک سمی برای آنان تدارک دیده بود و به کمک ۲ دوست به آن‌ها حمله کرد. وی سپس به همراه دوستانش به پاکستان گریخت.

## مطالعه بیشتر
- کریگ اس اسمیث (۲۱ فوریه ۲۰۰۲)، مجله قندهار؛ "هیس، این یک راز عمومی است: جنگ‌سالاران و بچه‌بازی", نیویورک تایمز
- جول برینکلی، "راز کوچک کثیف افغانستان"، ۲۹ اوت ۲۰۱۰، http://www.sfgate.com/opinion/brinkley/article/Afghanistan-s-dirty-little-secret-3176762.php
- کریس ماندلوچ. "بچه‌بازی: یک تراژدی افغانی بایگانی‌شده  در ۹ نوامبر ۲۰۱۳ توسط Wayback Machine." فارن پالیسی. دوشنبه ۲۸ اکتبر ۲۰۱۳.
  - همچنین در: کریس ماندلوچ. "یک تراژدی افغانی: آمیزش جنسی با پسربچه‌ها در آیین پشتو." ایندیپندنت. سه‌شنبه ۲۹ اکتبر ۲۰۱۳.
- جین ای ثورسون و دکتر بارق صادق. "فراموشی دیگر بس است: قاچاق پسر در افغانستان." هاجر اینترنشنال. پنج‌شنبه ۳ آوریل ۲۰۱۴.
- ویل اورت (۳۰ می ۲۰۱۵) "اعترافات یک برده جنسی پسربچه در افغانستان"، نیوزویک